# Bernard Noël
Cet article concerne l'écrivain français. Pour les homonymes, voir Bernard Noël (homonymie) et Noël (homonymie).
 (février 2023).
Bernard Noël, né le 19 novembre 1930 à Sainte-Geneviève-sur-Argence (Aveyron) et mort le 13 avril 2021 à Laon,,, est un poète, écrivain et essayiste français.

## Biographie
Saluée, entre autres, par Louis Aragon, André Pieyre de Mandiargues et Maurice Blanchot, l'œuvre de Bernard Noël est très abondante et protéiforme : poésie, essais, textes sur l'art, textes politiques, théâtre, livres pour enfants etc.
Son premier livre, Extraits du corps, paraît en 1958 aux éditions de Minuit. Il est considéré comme la matrice de son oeuvre. À partir de ce recueil, la plupart des titres de Bernard Noël comporteront quinze lettres.
Après avoir exercé divers petits métiers, Bernard Noël gagne sa vie, de 1958 à 1967, en étant rédacteur pour les encyclopédies Laffont-Bompiani. Il y publie plus d'un millier d'articles.
Pendant la guerre d'Algérie, il est porteur de valises pour le réseau Curiel et, arrêté en décembre 1961, il subit une incarcération de deux semaines. Très marqué par la violence d'État, il ne parvient plus à écrire pendant neuf années. "La guerre d’Algérie y fut sans doute pour beaucoup avec la découverte d’une violence qui maltraitait toute ma langue par le mensonge, qui la dégradait par la torture – la torture qui fait parler..." (Entretien avec Jacques Ancet). En 1967, Noël renoue avec l'écriture en publiant La Face de silence.
En 1969, Le Château de Cène, un roman érotique, paraît aux éditions Jérôme Martineau sous le pseudonyme d'Urbain d'Orlhac. Le roman est réédité en 1971 par Jean-Jacques Pauvert sous le vrai nom de l'auteur. En 1973, ce livre vaut à Bernard Noël un procès pour outrage aux bonnes mœurs. À la suite de sa condamnation, et à la demande de Jean-Jacques Pauvert, il écrit en 1975 un pamphlet intitulé L'Outrage aux mots dans lequel il fustige l'hypocrisie de la justice et du pouvoir. Il crée alors le mot sensure pour dénoncer le détournement de sens du langage par les institutions officielles.
De 1969 à 1971, il travaille à un Dictionnaire de la Commune pour lequel il lit tous les tirages des 141 journaux parus durant la Commune de Paris. L'ouvrage paraît en 1971, pour le centenaire de l'insurrection. Devenu une référence, il sera plusieurs fois réédité.
De 1973 à 2015, Bernard Noël écrit neuf Monologues, récits dont toutes les phrases commencent par un pronom personnel.
En 1975, il crée une forme de poèmes qu'il appelle des Lettres verticales. Chacune est dédiée à un(e) ami(e) dont le nom apparaît en acrostiche. Il en existe une cinquantaine, la dernière datant de 2021.
À partir de 1976, Bernard Noël travaille sur le visible et sur la peinture. Il rédige un Journal du regard et de très nombreux textes sur des peintres, entre autres René Magritte, Gustave Moreau, Henri Matisse, David, André Masson, Olivier Debré ou Vladimir Velickovic, ainsi qu'une anthologie : Les Peintres du désir.
En 1983, il crée une forme de textes qu'il nomme les "romans d’œil" en regardant les artistes au travail dans leur atelier. Il y mêle la gestuelle et les propos des peintres à l'analyse de leurs tableaux (Onze romans d’œil, Romans d'un regard, Le Roman d'un être sur le peintre Roman Opalka). Son goût pour la peinture le conduit à réaliser quantité de livres d'artistes et de textes pour des catalogues d'expositions. À partir de 1987, il réalise lui-même des lavis et des dessins qu'il nomme "chosins".
En 1995, il est chargé de la célébration du centenaire de Paul Éluard. Il décide alors de faire un état des lieux de la poésie mondiale et il réunit les contributions d'une centaine de poètes français et étrangers dans le volume Qu'est-ce que la poésie ? (éd. Jean-Michel Place)
En 2007, grâce à l’éditeur Bernard Dumerchez, Bernard Noël rencontre le peintre Zao Wou-Ki avec qui il réalise le livre d'artiste Le Jardin d'encre. Ce poème continuera sous le nom de Chemin d'encre avec l’artiste François Rouan. Après avoir prévu de le poursuivre jusqu'à sa propre mort, l'auteur y mettra le point final en 2018.
Les éditions P.O.L ont rassemblé un choix de textes de Bernard Noël en quatre volumes d'Œuvres (qui ne sont pas complètes) : Les Plumes d'Éros (textes érotiques, 2010), L'Outrage aux mots (textes politiques, 2011), La Place de l'autre (textes sur l'écriture et sur les écrivains, 2013) et La Comédie intime (monologues, 2015).
Bernard Noël a joué un rôle important dans le monde de l'édition. De 1967 à 1970, il a été directeur littéraire chez Delpire. En 1977, il a créé la collection des "Classiques abrégés" pour l'École des Loisirs, très utilisée dans les collèges et les lycées. De 1977 à 1983, il a pris la direction de la collection "Textes" de Flammarion (créée par Paul Otchakovsky-Laurens en 1972). Sous l'égide de Bernard Noël, cette collection, spécialisée dans l'écriture de recherche, a publié notamment Denis Roche, Claude Ollier, Jean-Claude Montel, Claude Louis-Combet, William Carlos Williams ou E.E. Cummings.
Bernard Noël a réalisé de nombreuses traductions (Lovecraft, Shakespeare, Powys, Pentadius, etc.). De 1983 à 1985, il a dirigé le Centre littéraire de Royaumont où il a initié des séminaires de traduction collective, en collaboration avec Emmanuel Hocquard. Il a également dirigé plusieurs collections chez divers petits éditeurs.
Il a sorti de l'oubli ou mis en avant des auteurs importants tels Georges Bataille, Jacques Prevel, Colette Peignot (connue sous le nom de Laure), Colette Thomas, Mina Loy, etc.
Son œuvre a été distinguée par plusieurs prix littéraires. Elle est traduite dans de nombreux pays.

## Lasensure
(février 2023).
Si vous disposez d'ouvrages ou d'articles de référence ou si vous connaissez des sites web de qualité traitant du thème abordé ici, merci de compléter l'article en donnant les références utiles à sa vérifiabilité et en les liant à la section « Notes et références ».
La sensure est une notion élaborée par Bernard Noël dans son texte L'Outrage aux mots, écrit et publié en 1975. Ce mot-valise (sens + censure) désigne un langage vide de sens.
Bernard Noël conçoit cette notion de sensure à l'issue du procès qui lui est intenté en 1973 après la parution de son premier roman, Le Château de Cène. À « l'outrage aux mœurs » dont on l'accuse, il rétorque par « l'outrage aux mots » en dénonçant le détournement de la langue par un pouvoir qui n'est pas d'une moralité exemplaire. Ainsi, les gouvernements ont appelé « événements d'Algérie » ce qui était en réalité une guerre et les mots « pacification » et « maintien de l'ordre » ont servi à masquer les actes de torture et le racisme d'État. « Par l’abus de langage, le pouvoir bourgeois se fait passer pour ce qu’il n’est pas : un pouvoir non contraignant, un pouvoir “humain”, et son discours officiel, qui étalonne la valeur des mots, les vide en fait de sens – d’où une inflation verbale, qui ruine la communication à l’intérieur de la collectivité, et par-là même la censure. Peut-être, pour exprimer ce second effet, faudrait-il créer le mot SENSURE. » (L'Outrage aux mots). De même le mot populisme, auparavant positif, a reçu une nouvelle signification, péjorative.
Bernard Noël a fait lui-même évoluer ce concept de sensure, notamment en élargissant son champ vers ce qu'il a appelé la « castration mentale » (abrutissement des individus par la télévision qui encourage la surconsommation) puis la « captation mentale » (usage généralisé des smartphones et outils numériques). (cf. entretien avec Yves Jouan, revue "Apulée" numéro 5)

## Œuvre (sélection)
Le site de ressources Atelier Bernard Noël propose une bibliographie détaillée et des extraits de l'oeuvre. Des extraits sont également proposés sur Lieux-dits.eu.

### Littérature, poésie, essais (premières éditions)

#### Aux éditionsFlammarion
- 1967 : La Face de silence, prix Antonin-Artaud
- 1972 : "La Peau et les Mots"
- 1973 : Les Premiers Mots
- 1975 : Treize cases du je
- 1979 : Le 19 octobre 1977
- 1983 : La Chute des temps

#### Auxéditions Fata Morgana
- 1968 : À vif enfin la nuit
- 1970 : Une messe blanche
- 1977 : Le double jeu du tu, coécrit avec Jean Frémon
- 1979 : Le château de Hors
- 1980 : D’une main obscure
- 1982 :
  - La moitié du geste
  - L'été langue morte
- 1986 : La rumeur de l’air
- 1997 : Souvenirs du pâle, illustré par Ramón Alejandro
- 1998 : Le tu et le silence
- 1999 : Les états du corps, illustré par Cécile Reims
- 2003 : Le roman des postures, illustré par Jean-Marc Scanreigh
- 2005 : Le sillon des sens, coécrit avec Jacques Clauzel
- 2008 : Un livre de fables, illustré par Philippe Hélénon
- 2010 : Le regard incarné, sur André Masson, illustrations d'André Masson
- 2017 : Le poème des morts précédé de Tombeau de Lunven
- 2018 : Mon corps sans moi, illustré par Damien Daufresne
- 2019 :
  - Une machine à voir
  - François Lunven, illustrations de François Lunven
- 2021 :
  - Aubrac, illustré par Dominique Noël
  - Fred Deux, illustrations de Fred Deux

#### Aux éditionsPauvert
- 1971 : Le Lieu des signes
- 1975 : Le Château de Cène suivi de L’Outrage aux mots

#### Aux éditions Talus d'Approche
- 1980 : Bruits de langues,
- 1985 : Le Sens de la Sensure
- 1986 : La Rencontre avec Tatarka (Dominik Tatarka (sk))
- 2000 : Quelques guerres

#### Auxéditions Unes
- 1982 : Fable pour cacher,
- 1985 : Fable pour ne pas,
- 1986 : Carte d'identité,
- 1988 : Extraits du corps,
- 1998 : Vers Henri Michaux,
- 1998 : Correspondances avec Georges Perros
- 2001 : Lettres verticales
- 2013 : À côté du mot perdu
- 2022 :  Au présent de tous les temps , Correspondances avec Jean-Louis Giovannoni avant propos Nicolas Pesquès

#### Aux éditionsP.O.L
- 1988 :
  - Portrait du monde
  - La Reconstitution
  - Onze romans d'œil
  - Journal du regard, prix France Culture
- 1993 : L'Ombre du double
- 1994 : Le Syndrome de Gramsci
- 1997 : Le Reste du voyage
- 1998 : La Langue d’Anna
- 2001 : La Maladie du sens
- 2002 :
  - La Face de silence
  - La Peau et les Mots
- 2003 : Romans d'un regard
- 2004 :
  - Un trajet en hiver
  - Les Yeux dans la couleur
- 2012 :
  - Le Roman d’un être (sur Roman Opałka)
  - Le Livre de l’oubli
- 2015 : Monologue du nous

#### Aux éditions Æncrages & Co
- 1991 : Écrit de la mer, Æncrages & Co
- 1995 : À côté de pourquoi, Æncrages & Co, ill. de Jean-Michel Marchetti
- 2013 : Un temps sans lieu, Æncrages & Co, ill. de Jean-Marc Brunet

#### Auxéditions Bernard Dumerchez
- 1993 : Adam et Ève, Mikhaïl Boulgakov, théâtre, coll. « Skênê »
- 1994 : Vieira da Silva suivi de Árpád Szenes, coll. « Rencontre »
- 1995 : Le Reste du voyage, vignette de Gérard Titus-Carmel, coll. « Regard »

#### Aux éditionsL'Atelier des Brisants
- 2002 : Onze voies de fait et Héloïse et Abélard
- 2002 : Un certain accent (anthologie de poésie)

#### Aux éditions L'Amourier
- 2003 : Traces du temps (Bernard Noël, Alain Freixe, Raphaël Monticelli), reproductions d'œuvres de Leonardo Rosa
- 2005 : La Vie en désordre (avec tirage de tête complété par une gravure d'Henri Baviera), réédition en 2009
- 2008 : En présence… (entretien avec Jean-Luc Bayard, filmé par Denis Lazerme). + DVD
- 2017 : Bernard Noël, du jour au lendemain (21 entretiens avec Alain Veinstein)

#### Aux éditions Lignes-Manifeste
- 2003 : Artaud et Paule
- 2004 : Le Retour de Sade

#### Aux éditions Ypsilon
- 2010 : Paul Trajman ou la main qui pense[14],[15],[16]

#### Aux éditions Artgo
- 2010 : Une Rupture en soi suivi de L'Écriture du Corps, coll. « Au Coin de la rue de l'Enfer » (Artgo & Cie) avec un CD[17]
- 2020 : Un toucher aérien avec des dessins de Bernard Moninot (Artgo & Cie)

#### Aux éditions Cadastre8zéro
- 2011 : Ce jardin d’encre, avec François Rouan, bilingue français/ espagnol, traduit en espagnol par Sara Cohen, coll. « Correspondances »[18]
- 2012 : Le Chemin d’encre, avec François Rouan, bilingue français/ arabe, traduit en arabe par Mohammed Bennis, coll. « Correspondances » (avec une édition spécifique pour le monde arabe[19])
- 2018 : Le Chemin d’encre 2, avec François Rouan, bilingue français/ anglais, traduit en anglais par Eléna Rivera[20]

#### Chez d'autres éditeurs
- 1955 : Les Yeux chimères, Caractères
- 1958 : Extraits du corps, Minuit
- 1969 : Le Château de Cène (sous le pseudonyme d’Urbain d’Orlhac), éd. Jérôme Martineau
- 1971 : Dictionnaire de la Commune, éditions Hazan
- 1977 : Lecture du chilam, Brandes
- 1979 : La Photo d'un génie, éditions Lettres de casse
- 1983 :  L’enfer, dit-on… dessins secrets 1919-1939 , Éditions Herscher, Paris
- 1991 : Arié Mandelbaum, Didier Devillez Editeur
- 1994 : La Castration mentale, Ulysse fin de siècle
- 1995 : La Maladie de la chair, Éditions Ombres, coll. « Petite bibliothèque Ombres »
- 1995 : L'Espace du désir, L’Écarlate
- 1996 : Le Roman d’Adam et Ève, éditions Stock
- 1997 : Photographies d'une chorégraphie, May B. Maguy Marin, photographies de Claude Bricage, coll. « Arts chorégraphiques : l'auteur dans l'œuvre », Armand Colin
- 2003 : Le Vide après tout, La Dragonne
- 2004 : Roman sans angles ou l'atelier de Maria Desmée, les Éditions de l'Inventaire & Sapriphage
- 2005 : Portrait de l'Aubrac (photographies de Dominique Noël), Nouvelles Presses du Languedoc
- 2006 : Sonnets de la mort[21], éditions Fissile
- 2006 : Du monde du chagrin (avec Jacques Roman), livre-CD, Paupières de terre, Montrouge
- 2008 : Le Jardin d’encre/ El jardin de tinta[22], éditions L'Oreille du Loup
- 2008 : A propos d'oiseaux, poème de Bernard Noël, peinture et traduction de Graziella Borghesi, photographies de l'auteur et de l'artiste de Maxime Godard, Éditions de Rivières. Tirage à 20 exemplaires, tous uniques.
- 2009 : La Privation de sens, Barre parallèle[23]
- 2009 : L'aile dans la tête, poème de Bernard Noël, une peinture de Didier EQUER, une photographie de Jérôme EQUER, Éditions de Rivières. Tirage à XX exemplaires, tous uniques.
- 2010 : Espace d’Apparition - correspondances à Georges Meurant, Galerie Didier Devillez
- 2010 : Présent de papier, Jacques Brémond
- 2013 : Vies d'un immortel, éditions du Chemin de fer
- 2014 : L’empreinte vive - Georges Meurant, Le Salon d'Art
- 2016 : Quelques Regards, ill. de Jean-Michel Marchetti, La Dragonne
- 2016 : Tombeau de Lunven, Arapesh 1/10 (rééd. Conséquence, 2017)
- 2018 : Retours de langue (avec Édith Azam), Faï Fioc
- 2019 : Aragon, éditions des Vanneaux
- 2020 : Sur le peu de révolution, avec Michel Surya, La Nerthe]]
- 2021 : Un toucher aérien avec Bernard Moninot, Au coin de la rue de l'enfer
- 2024 : "Là, il y aura oracle (Pour André Masson)", L'Atelier contemporain

#### Publications numériques
- 2009 : Le Mal de l’espèce[24], Publie.net
- 2010 : À bas l’utile[25], Publie.net

### Livres d'art

#### Auxéditions Hazan
- 1979 : Gustave Moreau
- 1983 : Matisse, coll. « Monographie » (rééd. en 2002)

#### Coédition Maison de la culture de La Rochelle /Éditions de la Différence
- 1987 : Christian Jaccard, Le Roman des nœuds

#### Aux éditionsFlammarion
- 1989 : David
- 1998 : Magritte

#### Auxéditions Gallimard
- 1993 : André Masson. La Chair du regard

#### Auxéditions Belfond
- 1996 : Les Peintres du désir

#### Aux éditionsCercle d'art
- 1997 : Fred Deux
- 1999 : Dana, ill. d'Yves Dana

Aux éditions L'Atelier contemporain
- 2024 : Là, il y aura oracle (Pour André Masson), édition établie par Nicole Martellotto, préface de Michel Surya

### Livres d'artistes

#### Aux éditionsÆncrages & Co
- 2008 : Ce Jardin d'Encre, ill. de Jean-Michel Marchetti
- 2013 : Un temps sans lieu, tirage en livre d'artiste, ill. de Jean-Marc Brunet

#### Aux éditions Area
Source : éditions Area
- 1986: Bernard Noël, tête d'ombre, Initiale n° 21, préface d'Alin Avila
- 1987 : Serge Plagnol, Initiale n° 9

#### Aux éditions À Travers
Source : Jacques Clauzel, éditions À Travers
- Un silence lapide, ill. par Jacques Clauzel
- La Chute des temps
- L'Été langue morte
- La Moitié du geste
- La Rumeur de l'air
- Sur un pli du temps
- 1993 : Le Syndrome de Gramsci
- 1998 : La Langue d'Anna

#### Aux éditions Café le Liminaire
- 1998 : Poèmes pour en bas,  Ill. Jean-Marc Scanreigh

#### Aux éditions de la Canopée
- L'Ombre du double[26], ill. de Thierry Le Saec

#### Auxéditions Dumerchez
- 2007 : Le Jardin d'encre, avec Zao Wou-Ki, coll. « Grand papier »
- 2007 : Les Mots recousus, avec Jan Voss, coll. « Grand papier »
- 2008 : Le Volume des mots, avec Antonio Seguí, coll. « Grand papier »
- 2008 : Le Conte du Hasard, avec Joël Leick, coll. « Grand papier »
- 2013 : Une colère d'encre, avec Erró
- 2015 : Leporello, avec Jonathan Abbou

#### Aux éditions Editart-D. Blanco
- 1983 : Mis par la lumière, ill. de Ramon Alejandro[27]

#### Aux éditions l'Entretoise
- 1998 : Extraits du corps, ill. (linogravures) de Bernadette Griot-Cullafroz[28]

#### Auxéditions Fata Morgana
- 1979 : Le château de Hors, ill. Luis Caballero
- 1980 : La moitié du geste, ill. Patrice Vermeille
- 1981 : Regard vers Bryen, ill. Camille Bryen
- 1986 : Le mental virtuel, ill. Bernard Moninot
- 1998 : Portraits d'œil, ill. Jean-François Bonhomme
- 1999 : Une immobilité explosive, ill. Isabel Michel
- 2001 : La trace et l'empreinte, ill. de l'auteur
- 2002 : Histoire d'un ange, ill. Bernard Dufour
- 2002 : Roman de la fluidité, ill. Anne Slacik
- 2003 : La petite âme, ill. Daniel Nadaud
- 2004 : Vraissemblages, ill. Michel Dieuzaide
- 2007 : Sonnets de la mort, ill. Jean-Gilles Badaire
- 2011 : A vif enfin la nuit, ill. Christophe Miralles
- 2014 : Tapis de cendres, ill. Jacquie Barral
- 2014 : Mais là-bas est ici, ill. Anne Walker
- 2016 : La morale du poivron, ill. Jacques Clauzel

#### Aux éditions Karl Flinker
- 1976 : Le Mental virtuel ou Les visionnaires de Bernard Moninot[29],[30]

#### Aux éditions L'Instant perpétuel
- 2000 : Lettre verticale XXXI pour Olivier Debré[31]

#### Aux éditions de la galerie Remarque
Source : galerie Remarque
- Action de l'ombre, ill. de Jean-Michel Marchetti
- D'un regard l'autre, ill. de Paul Trajman
- Extraits du temps, ill. de Leonardo Rosa
- Lettre verticale XXXVII, ill. de Leonardo Rosa
- Le Grand massacre, ill. de Daniel Nadaus
- Quand suinte rien, ill. de Patrick Wateau
- Abattures, ill. de Patrick Wateau

#### Aux éditions Manière Noire
- 2016 : Le Livre des morts, typographie au plomb mobile, huit gravures de Jean-Marc Brunet

#### Aux éditions de la Médiathèque de la Ville du Mans
- Espace du sourire, ill. d'Olivier Debré

#### Aux éditions du Scorff
- 1997 : Site transitoire, ill. de Jean-Paul Philippe

#### Aux éditions Le Silence qui roule
- Dans l’écart, collectif, ill. de Marie Alloy[33]

#### Auxéditions Unes
Sources : éditions Unes
- 1982 : Fable pour cacher, ill. J. Voss
- 1982 : L'air est les yeux, ill. J. Voss
- 1984 : À partir de la fin, ill.Serge Plagnol
- 1984 : La Vieille Maison, ill.Serge Plagnol
- 1985 : Fable pour le vent, ill. J.-J. Ceccarelli
- 1985 : Fables pour ne pas, , ill. G. Pastor
- 1986 : Carte d'identité, ill. C. Deblé
- 1987 : Fenêtres fermées, ill. C. Deblé
- 1988 : Extraits du corps, ill. G. Pastor
- 1988 : Le Lieu des signes, ill. J.-J. Ceccarelli
- 1995 : La grille du temps, ill. Olivier Debré
- 1997 : Où va la poésie?
- 1998 : Vers Henri Michaux
- 1998 : Correspondances, ill. Cécile Reims et Fred Deux
- 1998 : Petit traité du tu, ill. M. Latil
- 2013 : A côté du mot perdu, ill. Stéphanie Ferrat

### Rééditions
Aux éditions Jean-Jacques Pauvert
- 1971 : Le Château de Cène
- 1975 : Le Château de Cène suivi de L'Outrage aux mots

Aux éditions Flammarion
- 1978 : Dictionnaire de la Commune, coll. « Champs », 2 vol.
- 1983 : Poèmes 1, coll. « Textes » (épuisé)

Aux éditions Unes
- 1988 : Le Lieu des signes - édition définitive

Aux éditions Gallimard
- 1990 : Le Château de Cène suivi de Le Château de Hors, L'Outrage aux mots et La Pornographie, coll. « L'Imaginaire »
- 1993 : La Chute des temps suivi de L'Été langue morte, La Moitié du geste, La Rumeur de l'air et Sur un pli du temps, coll. « Poésie »  (ISBN 2-07-032773-6)
- 2006 : Le 19 octobre 1977, coll. « L'Imaginaire »
- 2006 : Extraits du corps suivi de La peau et les mots, Bruits de langues, Les états du corps et L'ombre du double, coll. « Poésie »

Aux éditions P.O.L
- 1998 : Le 19 octobre 1977
- 1998 : Magritte
- 1998 : Treize cases du je
- 2010 : Les Plumes d'Éros, Œuvres I (écrits érotiques), prix Robert Ganzo de poésie
- 2011 : L'Outrage aux mots, Œuvres II (écrits politiques)
- 2013 : La Place de l'autre, Œuvres III ([textes critiques)
- 2015 : La Comédie intime, Œuvres IV, préface de Stéphane Bikialo (monologues)

Aux éditions L'Atelier des Brisants
- 2001 : Le Roman d’Adam et Ève

Aux éditions Mémoire du livre
- 2001 : Dictionnaire de la Commune

Aux éditions Points
- 2006 : Le Reste du voyage et autres poèmes, préface de François Bon, coll. « Points Poésie »

Aux éditions Fata Morgana
- 2015 : Le roman d'Adam et Ève
- 2021 : Aubrac (réédition de Portrait de l'Aubrac)

Aux éditions L'Amourier
- 2021 : Dictionnaire de la Commune

### Enregistrement sonore
- La Chute des temps, lu par Bernard Noël, cassette audio, Art & lectures/ Artalect, Paris, 1984 ; rééd. en CD

### Préfaces, postfaces, etc.

#### Préfaces
- Arthur Rimbaud de Roger Gilbert-Lecomte, Fata Morgana, 1971, réédition Lurlure, 2021
- Rue Gît-le-Cœur de Vítězslav Nezval, éditions de l'Aube, 1988
- La peau soleil de Jean-Paul Guénot, Le Grand Livre du Mois, 1994
- Puzzle II de Jérôme Peignot, Talus d’approche, 1996
- La Commune, Paris 1871, Photo poche Histoire/Nathan, 1998
- Visage de Manuel de Anne Cayre, éditions du Scorff, 1999
- Qui je fus de Henri Michaux, Poésie/Gallimard, 2000
- Poèmes de Francis Picabia, Mémoire du Livre, 2002
- L’Obélisque d’Anaïl de Chawki Abdelamir, Mercure de France, 2003
- Les Jardins statuaires de Jacques Abeille, Joëlle Losfeld, 2004
- Textes, 1962-1993 de Paule Thévenin, Lignes/Léo Scheer, 2005
- L'Hydre-anti de Billy Dranty, Fissile, 2006
- L'Archangélique et autres poèmes de Georges Bataille, Gallimard, 2008
- Visions de Richaud de Yvan Mécif, Christian Pirot, 2008
- Du même auteur de Stéphan Lévy-Kuentz, Serpent à plumes, 2008
- Le Silence la cécité de Aymen Hacen, Jean-Pierre Huguet, 2009
- Garder le mort suivi de Mère de Jean-Louis Giovannoni, Fissile, 2009
- Avec une petite différence de Anas Alaili, éditions Gros textes, 2009
- Correspondance 1927-1939 de Roger Gilbert-Lecomte & Léon Pierre-Quint, Ypsilon, 2011
- Petite, c'est la fête tu voudrais mourir de Céline Walter, Tituli, 2014
- Blanqui, l'enfermé de Gustave Geffroy, L'Amourier, 2015
- Traces d'hématome de Christophe Schaeffer et Carine Villalonga Mirales, Librécrit, 2015

Quantité d'autres préfaces et postfaces sont répertoriées sur le site Atelier Bernard Noël

#### Autres
- « Avant-note » à En compagnie d'Antonin Artaud de Jacques Prevel, éditions Flammarion, 1974 et 1994
- Postface manuscrite à El’Pubis, accompagnant 12 planches de photos-contact d’Henri Maccheroni avec un texte d’André Drean, éditions Traversière, 1978
- Postface à Séverine (1855-1929), Vie et combats d'une frondeuse d'Évelyne Le Garrec, l'Archipel, 2009
- Le Roman du Geste in Robert Brandy, Artgo Bruxelles, 2009
- Laurine Rousselet, Correspondance avec Bernard Noël, Artaud à la Havane, coll. « Créations au féminin », éd. L'Harmattan, 2021

### Théâtre, opéra
- 1988 : La Reconstitution, P.O.L
- 1991 : traduction de La Nuit des Rois de Shakespeare, L'Arpenteur/Gallimard
- 1993 : adaptation de Adam et Ève de Mikhaïl Boulgakov, Dumerchez
- 1996 : L'Exercice de l'amour, livret de l'opéra d'Ahed Essyad, MFA/Radio France
- 2002 : Onze voies de fait et Héloïse et Abélard (livret de l'opéra d'Ahmed Essyad), Atelier des Brisants
- 2004 : Le Retour de Sade, Léo Scheer

Des textes de Bernard Noël ont fait l'objet de plusieurs représentations théâtrales : Les Premiers Mots, La Langue d'Anna, Le Syndrome de Gramsci, Extraits du corps, etc.

## Récompenses et distinctions
- 1967 : Prix Antonin-Artaud pour La Face de silence
- 1976 : Prix Guillaume-Apollinaire pour Treize cases du je
- 1983 : Grand prix de poésie de la SGDL pour l'ensemble de son œuvre
- 1988 : Prix France Culture pour Journal du regard
- 1992 : Grand prix national de la poésie
- 2010 : Prix Robert-Ganzo de poésie pour son œuvre et son livre Les Plumes d'Éros
- 2011 : Prix international de poésie Gabriele D'Annunzio
- 2016 : Grand prix de poésie de l'Académie française

#### Essais et recueil critique
- Patrick Wateau, Bernard Noël ou l'expérience extérieure, éditions José Corti, coll. « en lisant en écrivant », 2001
- Claire Fourier, Bernard Noël ou Achille immobile à grands pas, suivi de Nonoléon par Bernard Noël, Jean-Paul Rocher éd., 2002
- Jacques Ancet, Bernard Noël ou l'éclaircie, Opales, 2002
- Serge Martin (dir.), Avec Bernard Noël toute rencontre est l’énigme, La Rochelle, éd. Rumeur des âges, 2003. Comprend un extrait d'un texte de Bernard Noël « Le retour de Sade »), une introduction de Serge Martin, des textes de Jacques Ancet, Béatrice Bonhomme, Claude Fintz, Geneviève Jolly, Sophie Loizeau, Tina Magaard, Anne Malaprade, Laurent Mourey, Philippe Païni, Serge Ritman, Muriel Tenne, avec des œuvres de Colette Deblé, Olivier Debré, André Masson, Bertrand Vivin et Jan Voss
- [Scotto 2008] Fabio Scotto (dir.), Bernard Noël, le corps du verbe (actes du Colloque de Cerisy, 2005), ENS Éditions, 2008 (ISBN 978-2-84788-128-8, DOI 10.4000/books.enseditions.35673, lire en ligne)
- Michel Surya, Excepté le possible : Jacques Dupin, Roger Laporte, Bernard Noël, Jean-Michel Reynard, Fissile & co, 2010
- Jean-Luc Bayard, les Roues carrées, essai-poème, préface de Paul Otchakovsky-Laurens, Ypsilon, 2010
- Alain Marc, Bernard Noël, le Monde à vif, Le Temps des cerises, 2010
- Michel Surya, Le Polième (Bernard Noël), Éditions Lignes, 2011
- Claire Fourier, Cinq états du corps dans l'oeuvre de Bernard Noël, revue Les Cahiers de Tinbad, n°15, automne 2023

Bernard Noël fait partie des écrivains recensés par Alain Marc dans Écrire le cri, Sade, Bataille, Maïakovski… (préface de Pierre Bourgeade, L’Écarlate, 2000  (ISBN 978-2-910142-04-9)).

#### Ouvrage anthologique
- Bernard Noël, Politique du corps, coll. « Figures », éd. revue Ah !, 2010

#### Revues
- Europe (étude et entretien avec Alain Marc), no 823-824, novembre-décembre 1997
- Amastra-N-Gallar (sous la dir. d'Emilio Arauxo), n° spécial « Bernard Noël », no 15, automne 2008 Participation de J. Ancet, D. Bisutti, B. Bonhomme, H. Carn, R. Detambel, Cl. Fourier, B. Machet, A. Malaprade, L. Murey, F. Pazzottu, C. Royet-Journoud. Comprend une « Lettre autour du corps » de Bernard Noël
- Europe, « Bernard Noël », dir. Chantal Colomb-Guillaume, no 981-982, janvier-février 2011
- NU(e) no 49 « Bernard Noël » (dir. Tristan Hordé), novembre 2011  (ISSN 1266-7692)

#### Articles
- Lucie Bourassa, « “Bruits de langues” et articulations : la poésie de Bernard Noël à contre-sensure », Études françaises, vol. 55, n° 3, 2019, p. 155-172 (lire en ligne).

### Filmographie
- En présence d'un homme, film de Denis Lazerme dont le DVD accompagne le livre En présence..., éditions L'Amourier, 2008
- La Forme qui parle, film de Matthieu Mounier dont le DVD accompagne le livre réalisé avec Anne Pétrequin, éditions Derrière la vitre, 2009
- Dans la peau des livres, avec Bernard Noël à Mauregny-en-Haye, 42 min, réalisation Thésée, Arthésée éditions, 2009 (International Standard Audiovisual Number 0000-0002-5FFC-0000-B-0000-0000-4)
- Paysage de lignes, film sur les dessins de Bernard Noël, 55 min, réalisation Thésée, Arthésée éditions, 2019